# 호이 (텔레비전 프로그램)

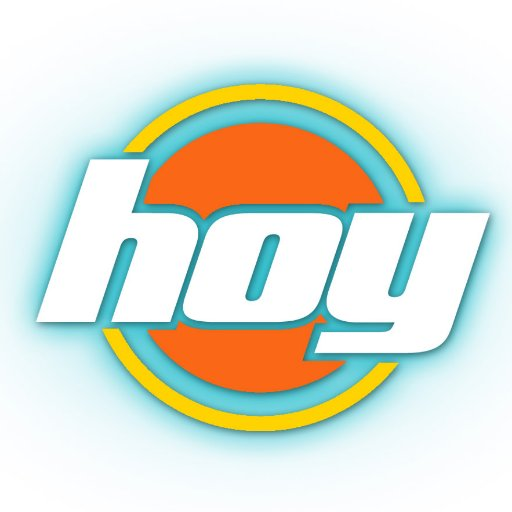

《호이》(스페인어: Hoy)는 멕시코의 아침 정보 프로그램이다.

## 같이 보기
- 텔레비사
- 라스 에스트레야스